# Prix Goya du meilleur acteur dans un second rôle

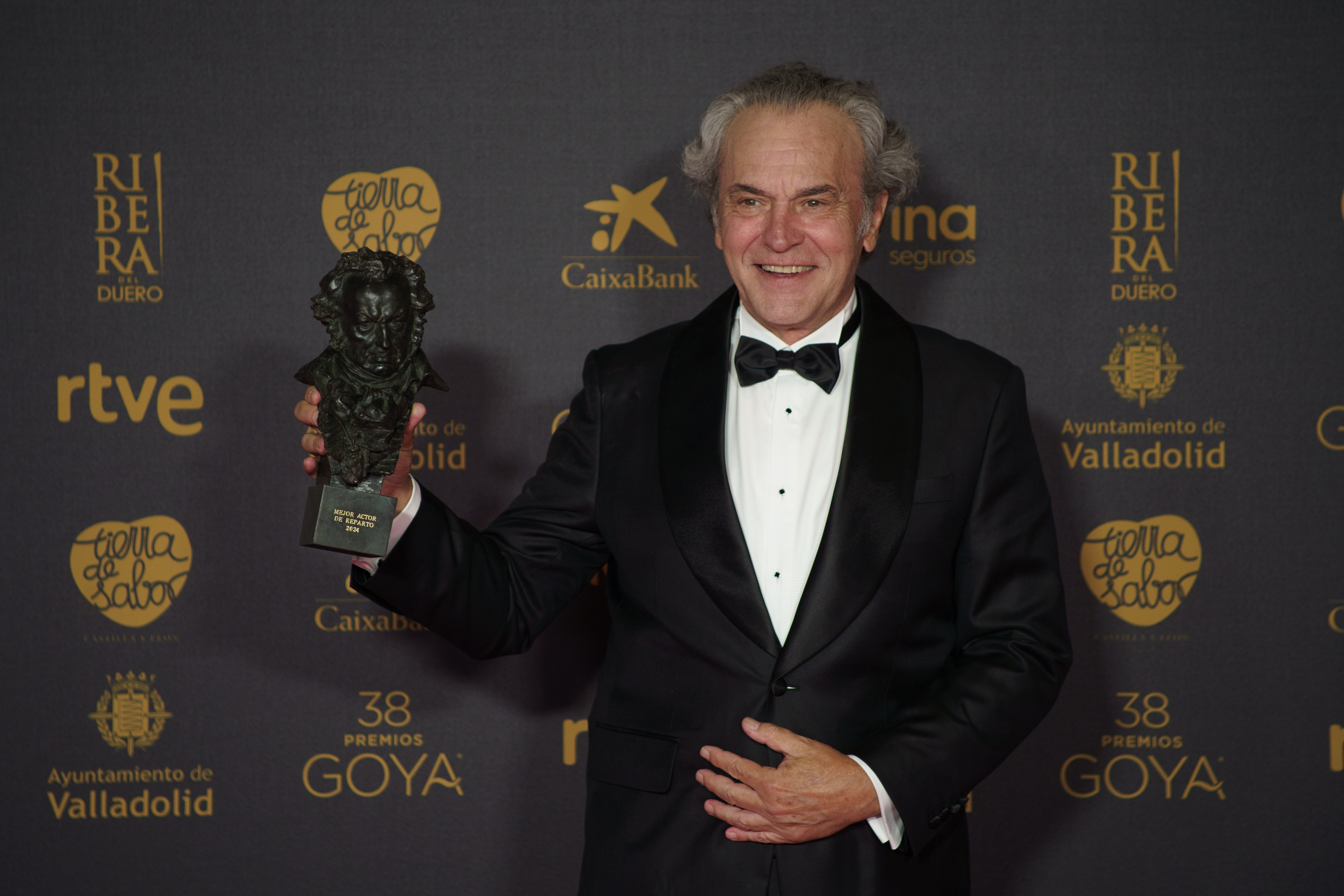
José Coronado, Goyas 2024.

Le prix Goya du meilleur acteur dans un second rôle (Premio Goya a la mejor interpretación masculina de reparto) est une récompense décernée depuis 1987 par l'Academia de las artes y las ciencias cinematográficas de España au cours de la cérémonie annuelle des Goyas.

## Nominations et victoires multiples
Certains acteurs ont été récompensés à plusieurs reprises :
- 2 Goyas : Emilio Gutiérrez Caba (2001 et 2002), Juan Diego (1992 et 2000), Karra Elejalde (2011 et 2015), Eduard Fernández (2004 et 2020) et Luis Zahera (2019 et 2023).

Concernant les acteurs, certains furent multi-nommés (en gras, les acteurs lauréats) : 
- 7 nominations : Antonio de la Torre ;
- 6 nominations : Juan Diego, Eduard Fernández ;
- 5 nominations : Juan Echanove ;
- 4 nominations : Agustín González ;
- 3 nominations : Raúl Arévalo, Emilio Gutiérrez Caba, José Coronado, Karra Elejalde, José Luis Gómez ;
- 2 nominations : Álex Angulo, Carlos Bardem, Juan Diego Botto, Javier Cámara, Jesús Carroza, Luis Cuenca, Óscar de la Fuente, Gabino Diego, Enrique San Francisco, Fernando Guillén, Javier Gurruchaga, Jorge Sanz, Leonardo Sbaraglia, Manolo Solo, Fernando Tejero, Luis Tosar, Julián Villagrán, Luis Zahera ;
- 1 nomination : Roberto Álamo, Francisco Algora, Javier Gutiérrez Álvarez, Diego Anido, Juanjo Artero, Enric Auquer, Antonio Banderas, Javier Bardem, Ramón Barea, Gael García Bernal, Àlex Brendemühl, Celso Bugallo, Luis Callejo, José Manuel Cervino, Luis Ciges, Fernando Guillén Cuervo, Joan Dalmau, Ricardo Darín, Jordi Dauder, Antonio Dechent, José Ángel Egido, Asier Etxeandia, Juan Luis Galiardo, Mario Gas, Carmelo Gómez, Fernando Fernán Gómez, Carlos Hipólito, Lluís Homar, Manuel Huete, Alberto San Juan, Óscar Ladoire, Carlos Larrañaga, Tony Leblanc, Ángel de Andrés López, Sergi López, Federico Luppi, Juan Margallo, Adolfo Marsillach, Ewan McGregor, Iñaki Miramón, Jordi Mollà, Guillermo Montesinos, José Mota, Bill Nighy, Nancho Novo, Urko Olazabal, Javier Pereira, Josep Maria Pou, Francisco Rabal, Salva Reina, Miguel Rellán, Antonio Resines, Tim Robbins, Martxelo Rubio, Pedro Ruiz, José Sacristán, José Sancho, José Sazatornil, Hugo Silva, Unax Ugalde, Antonio Valero, Juan Jesús Valverde, Tito Valverde, Luis Varela, Felipe García Vélez, Juan Carlos Vellido, David Verdaguer, Enrique Villén, José María Yazpik.

(dernière mise à jour : édition 2025)

## Palmarès

### Années 1980
- 1987 : Miguel Rellán pour le rôle de Alberto Goicoechea dans Tata mía
  - Agustín González pour le rôle de Hilario dans Mambru s'en va-t-en guerre (Mambrú se fue a la guerra)
  - Antonio Banderas pour le rôle d'Ángel dans Matador
- 1988 : Juan Echanove pour le rôle de Miguelíndans Divinas palabras
  - Agustín González pour le rôle d'Agustín Planchadell dans Moros y cristianos
  - Pedro Ruiz pour le rôle de Pepe Planchadell dans Moros y cristianos
- 1989 : José Sazatornil pour le rôle d'Alberto Sinsoles dans Attends-moi au ciel (Esperame en el cielo)
  - Ángel de Andrés López pour le rôle du policier dans Baton Rouge
  - Jorge Sanz pour le rôle de Toto dans Demain, je serai libre (El Lute II: mañana seré libre)
  - Guillermo Montesinos pour le rôle du chauffeur de taxi dans Femmes au bord de la crise de nerfs (Mujeres al borde de un ataque de nervios)
  - José Luis Gómez pour le rôle de John Polidori dans Remando al viento

### Années 1990
- 1990 : Adolfo Marsillach pour le rôle de Charles III dans Le Marquis d'Esquilache (Esquilache)
  - Enrique San Francisco pour le rôle de Roberto dans El baile del pato
  - Fernando Guillén pour le rôle de Vailer dans La Nuit obscure (La noche oscura)
  - Juan Echanove pour le rôle de Juancho dans El vuelo de la paloma
  - Juan Luis Galiardo pour le rôle de Luis Doncel dans El vuelo de la paloma
  - Manuel Huete pour le rôle de Ciri dans El vuelo de la paloma
- 1991 : Gabino Diego pour le rôle de Gustavete dans ¡Ay, Carmela!
  - Juan Echanove pour le rôle d'Álvaro dans Seule avec toi (A solas contigo)
  - Francisco Rabal pour le rôle de Máximo Espejo  dans Attache-moi ! (¡Átame!)
- 1992 : Juan Diego pour le rôle du père Villaescusa dans Le Roi ébahi (El rey pasmado)
  - José Luis Gómez pour le rôle de Ugarte et de Valdivia dans Beltenebros
  - Javier Gurruchaga pour le rôle de Valido dans Le Roi ébahi (El rey pasmado)
- 1993 : Fernando Fernán Gómez pour le rôle de Manolo dans Belle Époque
  - Enrique San Francisco pour le rôle de Curt dans Orquesta Club Virginia
  - Gabino Diego pour le rôle de Juanito dans Belle Époque
- 1994 : Tito Valverde pour le rôle de Darío dans Des ombres dans une bataille (Sombras en una batalla)
  - Juan Echanove pour le rôle de Sebastián dans Mi hermano del alma
  - Javier Gurruchaga pour le rôle du baron de Benicarles dans Tirano Banderas
- 1995 : Javier Bardem pour le rôle de Lisardo dans Días contados
  - Óscar Ladoire pour le rôle de Pablo dans Mi-fugue mi-raisin (Alegre ma non troppo)
  - Agustín González pour le rôle du père dans Los peores años de nuestra vida
- 1996 : Luis Ciges pour le rôle de Matacanes dans Así en el cielo como en la tierra
  - Fernando Guillén Cuervo pour le rôle de Raúl dans Bouche à bouche (Boca a boca)
  - Federico Luppi pour le rôle d'El Argentino dans La ley de la frontera
- 1997 : Luis Cuenca pour le rôle du grand-père dans La buena vida
  - Jordi Mollà pour le rôle de Pármeno dans La Celestina
  - Nancho Novo pour le rôle de Sempronio dans La Celestina
- 1998 : José Sancho pour le rôle de Sancho dans En chair et en os (Carne Trémula)
  - Antonio Valero pour le rôle de Valerio dans El color de las nubes
  - Juan Jesús Valverde pour le rôle de Justo dans Las ratas
- 1999 : Tony Leblanc pour le rôle de Felipe Torrente dans Torrente, le bras gauche de la loi (Torrente, el brazo tonto de la ley)
  - Agustín González pour le rôle de Senén Corchado dans El abuelo
  - Francisco Algora pour le rôle d'Ángel dans Barrio
  - Jorge Sanz pour le rôle de Julián Torralba dans La Fille de tes rêves (La niña de tus ojos)

### Années 2000
- 2000 : Juan Diego pour le rôle de Boronat dans París Tombuctú
  - Mario Gas pour le rôle de Pere dans Ami/Amant (Amic/Amat)
  - José Coronado pour le rôle de Francisco de Goya jeune dans Goya à Bordeaux (Goya en Burdeos)
  - Álex Angulo pour le rôle de Julián dans Mort de rire (Muertos de risa)
- 2001 : Emilio Gutiérrez Caba pour le rôle d'Emilio	 dans Mes chers voisins (La comunidad)
  - Luis Cuenca pour le rôle de Damián dans Obra maestra
  - Juan Diego pour le rôle de Don Matías dans You're the One: una historia de entonces
  - Iñaki Miramón pour le rôle d'Orfeo dans You're the One: una historia de entonces
- 2002 : Emilio Gutiérrez Caba pour le rôle de David dans Une chance pour Miguel (El cielo abierto)
  - Antonio Dechent pour le rôle d'Alejandro dans Intacto
  - Gael García Bernal pour le rôle de Davenport dans Sans nouvelles de Dieu (Sin noticias de Dios)
  - Eduard Fernández pour le rôle de Sierra dans Son de mar
- 2003 : Luis Tosar pour le rôle de José Suárez dans Les Lundis au soleil (Los lunes al sol)
  - José Coronado pour le rôle de Rafael Mazas dans Box 507 (La caja 507)
  - Carlos Hipólito pour le rôle de Julio dans Historia de un beso
  - Alberto San Juan pour le rôle de Rafa dans Un lit pour quatre (El otro lado de la cama)
- 2004 : Eduard Fernández pour le rôle de Mario dans En la ciudad
  - José Luis Gómez pour le rôle de Silvio dans La luz prodigiosa
  - Joan Dalmau pour le rôle de Miralles dans Soldados de Salamina
  - Juan Diego pour le rôle de Don Carlos dans Torremolinos 73
- 2005 : Celso Bugallo pour le rôle de José Sampedro dans Mar adentro
  - Luis Varela pour le rôle de Don Antonio Fraguas dans Le Crime farpait (Crimen ferpecto)
  - Unax Ugalde pour le rôle de Gorilo dans Héctor
  - Juan Diego pour le rôle de Antonio dans Le Septième Jour (El séptimo día)
- 2006 : Carmelo Gómez pour le rôle de Julio dans La Méthode (El método)
  - Javier Cámara pour le rôle de Simón dans The Secret Life of Words
  - Fernando Guillén pour le rôle de Lucas dans Otros días vendrán
  - Enrique Villén pour le rôle d'Amando dans Ninette
- 2007 : Antonio de la Torre pour le rôle d'Antonio dans Azul (AzulOscuroCasiNegro)
  - Juan Diego Botto pour le rôle de Guillermo Pedreño	dans Vete de mí
  - Juan Echanove pour le rôle de Francisco de Quevedo dans Capitaine Alatriste (Alatriste)
  - Leonardo Sbaraglia pour le rôle de Jesús Irurre dans Salvador (Puig Antich)
- 2008 : José Manuel Cervino pour le rôle de Jacinto dans Las 13 rosas
  - Raúl Arévalo pour le rôle de Fele dans Siete mesas de billar francés
  - Emilio Gutiérrez Caba pour le rôle de Tino dans La torre de Suso
  - Carlos Larrañaga pour le rôle d'Atila dans Luz de domingo
  - Julián Villagrán pour le rôle de Lalo dans Bajo las estrellas
- 2009 : Jordi Dauder pour le rôle de Don Juan dans Camino
  - José Ángel Egido pour le rôle de Rector dans Los girasoles ciegos
  - Fernando Tejero pour le rôle de Ramiro dans À la carte (Fuera de carta)
  - José María Yazpik pour le rôle de Félix dans Venganza (Sólo quiero caminar)

### Années 2010
- 2010 : Raúl Arévalo pour le rôle d'Álex dans Gordos
  - Antonio Resines pour le rôle de José Utrilla dans Cellule 211 (Celda 211)
  - Carlos Bardem pour le rôle d'Apache dans Cellule 211 (Celda 211)
  - Ricardo Darín pour le rôle de Nicolás Vergara Grey dans El baile de la Victoria
- 2011 : Karra Elejalde pour le rôle d'Antón et de Christophe Colomb dans Même la pluie (También la lluvia)
  - Álex Angulo pour le rôle de Peláez dans El gran Vázquez
  - Sergi López pour le rôle du marie dans Pain noir (Pa negre)
  - Eduard Fernández pour le rôle de Tito dans Biutiful
- 2012 : Lluís Homar pour le rôle de Max dans Eva
  - Raúl Arévalo pour le rôle de Julián dans Primos
  - Juanjo Artero pour le rôle de Leiva dans Pas de répit pour les damnés (No habrá paz para los malvados)
  - Juan Diego pour le rôle de Alfonso Armada dans 23-F: la película
- 2013 : Julián Villagrán pour le rôle de Joaquin dans Groupe d'élite (Grupo 7)
  - Ewan McGregor pour le rôle de Henry Bennett dans The Impossible (Lo imposible)
  - Josep Maria Pou pour le rôle de Don Carlos l'impresario dans Blancanieves
  - Antonio de la Torre pour le rôle de Diego dans Invasion (Invasor)
- 2014 : Roberto Álamo pour le rôle de Benjamín « Ben » Montero dans La gran familia española
  - Carlos Bardem pour le rôle de Carlomonte dans Alacrán enamorado
  - Juan Diego Botto pour le rôle de Luis dans Ismael
  - Antonio de la Torre pour le rôle de Adán Montero dans La gran familia española
- 2015 : Karra Elejalde pour le rôle de Koldo Zugasti dans Ocho apellidos vascos
  - Eduard Fernández pour le rôle de Sergio dans El Niño
  - Antonio de la Torre pour le rôle de Rodrigo dans La isla mínima
  - José Sacristán pour le rôle de Damián dans La niña de fuego (Magical Girl)
- 2016 : Javier Cámara pour le rôle de Tomás dans Truman
  - Felipe García Vélez pour le rôle de Justo « Caralimpia » dans A cambio de nada
  - Manolo Solo pour le rôle de Pablo Ruz dans B
  - Tim Robbins pour le rôle de Rodrigo dans Un jour comme un autre (A Perfect Day)
- 2017 : Manolo Solo pour le rôle de Santi « Triana » dans La Colère d'un homme patient (Tarde para la ira)
  - Karra Elejalde pour le rôle de Manolo	dans 100 Mètres (100 metros)
  - Javier Gutiérrez pour le rôle d'Alcachofa dans L'Olivier (El olivo)
  - Javier Pereira pour le rôle d'Andrés Bosque dans Que Dios nos perdone
- 2018 : David Verdaguer pour le rôle d'Esteve dans Été 93 (Estiu 1993)
  - José Mota pour le rôle de Pepe dans Abracadabra
  - Antonio de la Torre pour le rôle de Juan dans El autor
  - Bill Nighy pour le rôle d'Edmund Brundish	dans The Bookshop
- 2019 : Luis Zahera pour le rôle de Luis Cabrera dans El reino
  - Juan Margallo pour le rôle de Julio Montero Ruíz dans Champions (Campeones)
  - Antonio de la Torre pour le rôle de José Mujica dans Compañeros (La noche de 12 años)
  - Eduard Fernández pour le rôle de Fernando	dans Everybody Knows (Todos lo saben)

### Années 2020
- 2020 : Eduard Fernández pour le rôle de José Millán-Astray dans Lettre à Franco (Mientras dure la guerra)
  - Luis Callejo pour le rôle de Capataz dans L'Échappée sauvage (Intemperie)
  - Asier Etxeandia pour le rôle d'Alberto Crespo dans Douleur et Gloire (Dolor y Gloria)
  - Leonardo Sbaraglia pour le rôle de Federico Delgado dans Douleur et Gloire (Dolor y Gloria)

- 2021 : Alberto San Juan pour le rôle de Salva dans Sentimental
  - Álvaro Cervantes pour le rôle de Mateo dans Adú
  - Sergi López pour le rôle d'Armando Román dans Le Mariage de Rosa (La boda de Rosa)
  - Juan Diego Botto pour le rôle d'Antonio dans Los europeos

- 2022 : Urko Olazabal pour le rôle de Luis Carrasco dans Les Repentis (Maixabel)
  - Celso Bugallo pour le rôle de Fortuna dans El buen patrón
  - Fernando Albizu pour le rôle de Román dans El buen patrón
  - Manolo Solo pour le rôle de Miralles dans El buen patrón

- 2023 : Luis Zahera pour le rôle de Xan dans As bestas
  - Diego Anido pour le rôle de Lorenzo dans As bestas
  - Ramón Barea pour le rôle de Koldo dans Lullaby (Cinco lobitos)
  - Fernando Tejero pour le rôle de Marbella dans Prison 77 (Modelo 77)
  - Jesús Carroza pour le rôle d'El Negro dans Prison 77 (Modelo 77)

- 2024 : José Coronado pour le rôle de Julio Arenas / Gardel dans Fermer les yeux (Cerrar los ojos)
  - Martxelo Rubio (es) pour le rôle de Gorka	dans 20 000 espèces d'abeilles (20.000 especies de abejas)
  - Juan Carlos Vellido (es) pour le rôle de Roberto dans Bajo terapia
  - Àlex Brendemühl pour le rôle de Gerard dans Creatura
  - Hugo Silva pour le rôle de Piter	dans Un amor

- 2025 : Salva Reina pour le rôle de Felipín dans El 47[1]
  - Enric Auquer pour le rôle de David Alvarado dans Casa en flames
  - Óscar de la Fuente pour le rôle de Vicente dans La casa
  - Luis Tosar pour le rôle d'Ángel Salcedo dans La infiltrada
  - Antonio de la Torre pour le rôle de Ramón dans Los destellos